# Derek Gee
Pour les articles homonymes, voir Gee.
Derek Gee, né le 3 août 1997 à Ottawa dans la province de l'Ontario, est un coureur cycliste canadien. Il participe à des compétitions sur route et sur piste.

## Biographie

### Champion du canada du contre-la-montre chez les juniors (2015-2016)
Derek Gee est né à Ottawa et a grandi à Osgoode dans l'Ontario. En 2015, il devient champion du Canada du contre-la-montre juniors (moins de 19 ans). Aux championnats du monde juniors de la même année, il se classe 29e dans cette discipline. Il met ensuite fin à sa carrière de cycliste pour poursuivre ses études en sciences de la vie à l'Université Queen's à Kingston. Il est l'un des meilleurs de sa classe et reçoit la liste du doyen. Cependant, il constate rapidement que le vélo lui manque et essaye de combiner le vélo et les études lors de la saison 2016-2017. Il est sélectionné pour faire partie du programme de cyclisme sur piste au Centre national de cyclisme de Milton.

### Début professionnel sur la piste (2017-2020)
En 2017, il gagne deux médailles d'or aux championnats panaméricains sur piste : en poursuite individuelle et en poursuite par équipes (avec Aidan Caves, Jay Lamoureux et Bayley Simpson). Dans les deux disciplines, il est également devenu champion national.
Aux Jeux du Commonwealth de 2018, il décroche la médaille de bronze en poursuite par équipes avec Michael Foley, Jay Lamoureux et Aidan Caves. Au cours de la même année, il remporte cinq titres nationaux sur piste.
En 2019, il remporte de nouveau deux médailles d'or aux championnats panaméricains : en omnium et en poursuite par équipes .

### XSpeed United Continental (2021)
Au cours de la saison 2021, il rejoint l'équipe continentale canadienne XSpeed United Continental, mais ne participe à aucune course internationale sur route.

### Israel-Premier Tech (2022-)
En 2022, il rejoint la formation Israel Cycling Academy, réserve de l'équipe World Tour Israel-Premier Tech. Il participe à quelques courses avec l'équipe World Tour en début de saison et après de bons résultats, il est annoncé en mai que Gee devient membre permanent chez Israel-Premier Tech à partir de la saison 2023.
En mai 2023, Derek Gee participe à son premier Grand Tour en prenant le départ de la 106e édition du Tour d'Italie. Lors de celui-ci, il parcourt pas moins de neuf cents kilomètres dans les échappées. Ce qui lui permet de finir quatre fois deuxième d'étape et de terminer deuxième de quatre classements annexes, ceux des sprints intermédiaires, de la fuga, de la montagne et par points. Il est ainsi élu super combatif du Giro. A l'issue du Tour d'Italie, il est prolongé au sein de l'équipe Israel-Premier Tech jusqu'en 2028.

## Palmarès sur route

### Palmarès amateur
- 2015
  -  Champion du Canada du contre-la-montre juniors
  - 1re et 2e (contre-la-montre) étapes du Syracuse Race Weekend
  - Green Mountain Stage Race juniors :
    - Classement général
    - 1re étape

  - 2e de la Ronde des vallées
- 2017
  - Grand Prix du Central
- 2018
  - 3e du championnat du Canada du critérium espoirs
- 2019
  - 2e du championnat du Canada du contre-la-montre espoirs
  - 2e du championnat du Canada sur route espoirs

### Palmarès professionnel
- 2021
  - 3e du championnat du Canada sur route
  - 3e du championnat du Canada du contre-la-montre
- 2022
  -  Champion du Canada du contre-la-montre
- 2023
  -  Champion du Canada du contre-la-montre
  -  Prix de la combativité du Tour d'Italie
- 2024
  - 3e étape du Critérium du Dauphiné[6]
  - 3e du Critérium du Dauphiné
  - 9e du Tour de France
- 2025
  -  Champion du Canada sur route
  - Gran Camiño : 
    - Classement général
    - 3e étape (contre-la-montre)

  - 2e du championnat du Canada du contre-la-montre
  - 3e du Tour des Alpes
  - 4e de Tirreno-Adriatico
  - 4e du Tour d'Italie

### Résultats sur les grands tours

#### Tour de France
1 participation
- 2024 : 9e

#### Tour d'Italie
2 participations
- 2023 : 22e,  vainqueur du classement de la combativité
- 2025 : 4e

### Classements mondiaux
| Année                                 | 2017  | 2018  | 2019  | 2020 | 2021 | 2022 | 2023 | 2024 |
| ------------------------------------- | ----- | ----- | ----- | ---- | ---- | ---- | ---- | ---- |
| Classement mondial                    | 1664e | 2300e | 1779e | nc   | 652e | 696e | 67e  | 69e  |
| UCI America Tour                      | nc    | 294e  | 267e  | nc   | 70e  | 60e  | 7e   | 8e   |
| UCI Africa Tour                       | 118e  | nc    |       |      |      |      |      |      |
|                                       |       |       |       |      |      |      |      |      |
| Légende : nc = non classéSource : UCI |       |       |       |      |      |      |      |      |

## Palmarès sur piste

### Jeux olympiques
- Tokyo 2020
  - 5e de la poursuite par équipes
  - 12e de la course à l'américaine

### Championnats du monde
- Apeldoorn 2018
  - 8e de la poursuite par équipes[7]
  - 14e de la poursuite individuelle[8]
- Pruszków 2019
  - 4e de la poursuite par équipes
  - 15e de l'omnium

### Coupe du monde
- 2017-2018
  - 2e de la poursuite par équipes à Milton
- 2018-2019
  - 2e de la poursuite par équipes à Cambridge
  - 3e de la poursuite par équipes à Berlin

### Jeux du Commonwealth
| Édition / Épreuve | Poursuite par équipes |
| Gold Coast 2018   | Bronze                |

### Championnats panaméricains
- Couva 2017
  -  Médaillé d'or de la poursuite individuelle
  -  Médaillé d'or de la poursuite par équipes (avec Aidan Caves, Jay Lamoureux et Bayley Simpson)
- Cochabamba 2019
  -  Médaillé d'or de la poursuite par équipes (avec Vincent De Haître, Jay Lamoureux et Michael Foley)
  -  Médaillé d'or de l'omnium

### Championnats nationaux
- 2016
  - 2e du championnat du Canada d'omnium
- 2017
  -  Champion du Canada de poursuite individuelle
  -  Champion du Canada de poursuite par équipes (avec Bayley Simpson, Evan Burtnik et Adam Jamieson)
  -  Champion du Canada de course aux points
  -  Champion du Canada de l'américaine (avec Evan Burtnik)
  -  Champion du Canada d'omnium
- 2018
  -  Champion du Canada de poursuite individuelle
  -  Champion du Canada de poursuite par équipes (avec Michael Foley, Evan Burtnik et Adam Jamieson)
  -  Champion du Canada de course aux points
  -  Champion du Canada de l'américaine (avec Michael Foley)
  -  Champion du Canada d'omnium
- 2019
  -  Champion du Canada de poursuite individuelle
  -  Champion du Canada de l'américaine (avec Michael Foley)
  -  Champion du Canada d'omnium
  - 2e du championnat du Canada de poursuite par équipes
- 2020
  -  Champion du Canada de poursuite individuelle
  -  Champion du Canada d'omnium
  - 3e du championnat du Canada de poursuite par équipes